# Nacionalismo siciliano

Bandera independentista siciliana.

El nacionalismo siciliano es un movimiento nacionalista que propone la libertad, la autonomía o incluso la independencia del pueblo siciliano, contra el centralismo italiano.

## Historia
El nacionalismo siciliano se manifiesta desde la misma unificación italiana debido principalmente al descontento de diversos sectores sociales y la conciencia de diferenciación política.
En los comienzos del siglo XX nacen tres grupos separatistas. En 1902 se funda Pro-Sicilia, que es conservador, en 1908 el Partito Siciliano que pretendía integrarse en Gran Bretaña y algunos años después Nunzio Nasi crea un grupo anticlerial. En 1919, posterior ya a la Primera Guerra Mundial nace el Movimiento Autonomista Siciliano que radicalizó sus propuestas con el paso del tiempo.

## Movimientos nacionalistas
- Movimento per l'Indipendenza della Sicilia
- Frunti Nazziunali Sicilianu
- Altra Sicilia
- Alleanza Siciliana
- Patto per la Sicilia
- Sicilia Federale
- Terra e Liberazione